# Tomaszów Mazowiecki
Tomaszów Mazowiecki é um município da Polônia, na voivodia de Łódź e no condado de Tomaszów. Estende-se por uma área de 41,30 km², com 63 771 habitantes, segundo os censos de 2016, com uma densidade de 1544  hab/km².